# Tsaghkunk (Gegharkunik)
Pour l’article homonyme, voir Tsaghkunk (Armavir).
Tsaghkunk (en arménien Ծաղկունք) est une communauté rurale du marz de Gegharkunik, en Arménie. Elle compte 1 186 habitants en 2008.